# Xã Athens, Quận Bradford, Pennsylvania
Xã Athens (tiếng Anh: Athens Township) là một xã thuộc quận Bradford, tiểu bang Pennsylvania, Hoa Kỳ. Năm 2010, dân số của xã này là 5.251 người.